# Condado de Floridablanca

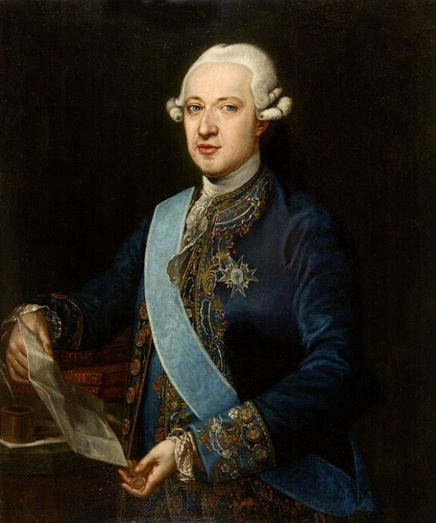
José Moñino y Redondo, I conde de Floridablanca, secretario del Despacho de Estado de los reyes Carlos III y Carlos IV y presidente de la Junta Central Suprema y Gubernativa del Reino. Retrato atribuido a Goya, 1782-83.

El condado de Floridablanca es un título nobiliario español, de Castilla, que desde 1809 goza de grandeza de España de primera clase. Fue creado por el rey Carlos III, con el vizcondado previo de Moñino y mediante Real Decreto del 12 de octubre de 1773 y Real Despacho del 7 de noviembre siguiente, en favor de José Moñino y Redondo, su embajador en Roma y ministro del Consejo y Cámara de Castilla, que después fue secretario del Despacho de Estado (1777-1792) y presidente de la Junta Central Suprema y Gubernativa del Reino (1808), con tratamiento de Alteza Serenísima y honores de infante de España.
A la muerte del primer conde, la Junta Central concedió la grandeza de España de primera clase para agregar a este título por «Real Decreto» del 5 de enero de 1809 y «Real Despacho» del 9 de marzo siguiente, dados en nombre del rey Fernando VII en cabeza de la segunda titular: María Vicenta Moñino y Pontejos.

## Condes de Floridablanca
|                         | Titular                                         | Periodo                 |
| Creación por Carlos III | Creación por Carlos III                         | Creación por Carlos III |
| ----------------------- | ----------------------------------------------- | ----------------------- |
| I                       | José Moñino y Redondo                           | 1773-1808               |
| II                      | María Vicenta Moñino y Pontejos                 | 1809-c.1845             |
| III                     | José María de Castillejo y Moñino               | 1851-1892               |
| IV                      | Juan Bautista de Castillejo y Sánchez de Teruel | 1898-1919               |
| V                       | José María Castillejo y Wall                    | 1919-1962               |
| VI                      | Juan Bautista Castillejo y Ussía                | 1963-1973               |
| VII                     | José María Castillejo y Oriol                   | 1975-hoy                |

## Árbol genealógico
|                                                   |                                                   |                                                   |                                                   |                                                   |                                                   |  |  | José Moñino y Gómez (1702-1786)                                                                       | | | | | |  |  |                                                                    |                                                                  |                                                                  |                                                                  |                                                                  |                                                                  |  |  |  |  |  |  |  |  |  |  |
|                                                   |                                                   |                                                   |                                                   |                                                   |                                                   |  |  | | | | | | |  |  |                                                                    |                                                                  |                                                                  |                                                                  |                                                                  |                                                                  |  |  |  |  |  |  |  |  |  |  |
|                                                   |                                                   |                                                   |                                                   |                                                   |                                                   |  |  | | | | | | |  |  |                                                                    |                                                                  |                                                                  |                                                                  |                                                                  |                                                                  |  |  |  |  |  |  |  |  |  |  |
| José Moñino, I conde de Floridablanca (1728-1808) | José Moñino, I conde de Floridablanca (1728-1808) | José Moñino, I conde de Floridablanca (1728-1808) | José Moñino, I conde de Floridablanca (1728-1808) | José Moñino, I conde de Floridablanca (1728-1808) | José Moñino, I conde de Floridablanca (1728-1808) |  |  | Francisco Antonio Moñino, marqués de Casa Pontejos (1742-1808)                                        | Francisco Antonio Moñino, marqués de Casa Pontejos (1742-1808)                                        | Francisco Antonio Moñino, marqués de Casa Pontejos (1742-1808)                                        | Francisco Antonio Moñino, marqués de Casa Pontejos (1742-1808)                                        | Francisco Antonio Moñino, marqués de Casa Pontejos (1742-1808)                                        | Francisco Antonio Moñino, marqués de Casa Pontejos (1742-1808)                                        |  |  |                                                                    |                                                                  |                                                                  |                                                                  |                                                                  |                                                                  |  |  |  |  |  |  |  |  |  |  |
| José Moñino, I conde de Floridablanca (1728-1808) | José Moñino, I conde de Floridablanca (1728-1808) | José Moñino, I conde de Floridablanca (1728-1808) | José Moñino, I conde de Floridablanca (1728-1808) | José Moñino, I conde de Floridablanca (1728-1808) | José Moñino, I conde de Floridablanca (1728-1808) |  |  | Francisco Antonio Moñino, marqués de Casa Pontejos (1742-1808)                                        | Francisco Antonio Moñino, marqués de Casa Pontejos (1742-1808)                                        | Francisco Antonio Moñino, marqués de Casa Pontejos (1742-1808)                                        | Francisco Antonio Moñino, marqués de Casa Pontejos (1742-1808)                                        | Francisco Antonio Moñino, marqués de Casa Pontejos (1742-1808)                                        | Francisco Antonio Moñino, marqués de Casa Pontejos (1742-1808)                                        |  |  |                                                                    |                                                                  |                                                                  |                                                                  |                                                                  |                                                                  |  |  |  |  |  |  |  |  |  |  |
|                                                   |                                                   |                                                   |                                                   |                                                   |                                                   |  |  | | | | | | |  |  |                                                                    |                                                                  |                                                                  |                                                                  |                                                                  |                                                                  |  |  |  |  |  |  |  |  |  |  |
|                                                   |                                                   |                                                   |                                                   |                                                   |                                                   |  |  | María Vicenta Moñino, marquesa de Miraflores, II condesa de Floridablanca (1795-1867)                 | María Vicenta Moñino, marquesa de Miraflores, II condesa de Floridablanca (1795-1867)                 | María Vicenta Moñino, marquesa de Miraflores, II condesa de Floridablanca (1795-1867)                 | María Vicenta Moñino, marquesa de Miraflores, II condesa de Floridablanca (1795-1867)                 | María Vicenta Moñino, marquesa de Miraflores, II condesa de Floridablanca (1795-1867)                 | María Vicenta Moñino, marquesa de Miraflores, II condesa de Floridablanca (1795-1867)                 |  |  | Mariana Moñino y Pontejos                                          | Mariana Moñino y Pontejos                                        | Mariana Moñino y Pontejos                                        | Mariana Moñino y Pontejos                                        | Mariana Moñino y Pontejos                                        | Mariana Moñino y Pontejos                                        |  |  |  |  |  |  |  |  |  |  |
|                                                   |                                                   |                                                   |                                                   |                                                   |                                                   |  |  | María Vicenta Moñino, marquesa de Miraflores, II condesa de Floridablanca (1795-1867)                 | María Vicenta Moñino, marquesa de Miraflores, II condesa de Floridablanca (1795-1867)                 | María Vicenta Moñino, marquesa de Miraflores, II condesa de Floridablanca (1795-1867)                 | María Vicenta Moñino, marquesa de Miraflores, II condesa de Floridablanca (1795-1867)                 | María Vicenta Moñino, marquesa de Miraflores, II condesa de Floridablanca (1795-1867)                 | María Vicenta Moñino, marquesa de Miraflores, II condesa de Floridablanca (1795-1867)                 |  |  | Mariana Moñino y Pontejos                                          | Mariana Moñino y Pontejos                                        | Mariana Moñino y Pontejos                                        | Mariana Moñino y Pontejos                                        | Mariana Moñino y Pontejos                                        | Mariana Moñino y Pontejos                                        |  |  |  |  |  |  |  |  |  |  |
|                                                   |                                                   |                                                   |                                                   |                                                   |                                                   |  |  | Carolina de Pando, III marquesa de Miraflores (1815–1890) Con sucesión en los marqueses de Miraflores | Carolina de Pando, III marquesa de Miraflores (1815–1890) Con sucesión en los marqueses de Miraflores | Carolina de Pando, III marquesa de Miraflores (1815–1890) Con sucesión en los marqueses de Miraflores | Carolina de Pando, III marquesa de Miraflores (1815–1890) Con sucesión en los marqueses de Miraflores | Carolina de Pando, III marquesa de Miraflores (1815–1890) Con sucesión en los marqueses de Miraflores | Carolina de Pando, III marquesa de Miraflores (1815–1890) Con sucesión en los marqueses de Miraflores |  |  | José María de Castillejo, III conde de Floridablanca (1826-1892)   | José María de Castillejo, III conde de Floridablanca (1826-1892) | José María de Castillejo, III conde de Floridablanca (1826-1892) | José María de Castillejo, III conde de Floridablanca (1826-1892) | José María de Castillejo, III conde de Floridablanca (1826-1892) | José María de Castillejo, III conde de Floridablanca (1826-1892) |  |  |  |  |  |  |  |  |  |  |
|                                                   |                                                   |                                                   |                                                   |                                                   |                                                   |  |  | Carolina de Pando, III marquesa de Miraflores (1815–1890) Con sucesión en los marqueses de Miraflores | Carolina de Pando, III marquesa de Miraflores (1815–1890) Con sucesión en los marqueses de Miraflores | Carolina de Pando, III marquesa de Miraflores (1815–1890) Con sucesión en los marqueses de Miraflores | Carolina de Pando, III marquesa de Miraflores (1815–1890) Con sucesión en los marqueses de Miraflores | Carolina de Pando, III marquesa de Miraflores (1815–1890) Con sucesión en los marqueses de Miraflores | Carolina de Pando, III marquesa de Miraflores (1815–1890) Con sucesión en los marqueses de Miraflores |  |  | José María de Castillejo, III conde de Floridablanca (1826-1892)   | José María de Castillejo, III conde de Floridablanca (1826-1892) | José María de Castillejo, III conde de Floridablanca (1826-1892) | José María de Castillejo, III conde de Floridablanca (1826-1892) | José María de Castillejo, III conde de Floridablanca (1826-1892) | José María de Castillejo, III conde de Floridablanca (1826-1892) |  |  |  |  |  |  |  |  |  |  |
|                                                   |                                                   |                                                   |                                                   |                                                   |                                                   |  |  | | | | | | |  |  | Juan Bautista de Castillejo, IV conde de Floridablanca (1860-1919) |                                                                  |                                                                  |                                                                  |                                                                  |                                                                  |  |  |  |  |  |  |  |  |  |  |
|                                                   |                                                   |                                                   |                                                   |                                                   |                                                   |  |  | | | | | | |  |  |                                                                    |                                                                  |                                                                  |                                                                  |                                                                  |                                                                  |  |  |  |  |  |  |  |  |  |  |
|                                                   |                                                   |                                                   |                                                   |                                                   |                                                   |  |  | | | | | | |  |  | José María Castillejo, V conde de Floridablanca (1895-1962)        |                                                                  |                                                                  |                                                                  |                                                                  |                                                                  |  |  |  |  |  |  |  |  |  |  |
|                                                   |                                                   |                                                   |                                                   |                                                   |                                                   |  |  | | | | | | |  |  |                                                                    |                                                                  |                                                                  |                                                                  |                                                                  |                                                                  |  |  |  |  |  |  |  |  |  |  |
|                                                   |                                                   |                                                   |                                                   |                                                   |                                                   |  |  | | | | | | |  |  | Juan Bautista Castillejo, VI conde de Floridablanca (1926-1973)    |                                                                  |                                                                  |                                                                  |                                                                  |                                                                  |  |  |  |  |  |  |  |  |  |  |
|                                                   |                                                   |                                                   |                                                   |                                                   |                                                   |  |  | | | | | | |  |  |                                                                    |                                                                  |                                                                  |                                                                  |                                                                  |                                                                  |  |  |  |  |  |  |  |  |  |  |
|                                                   |                                                   |                                                   |                                                   |                                                   |                                                   |  |  | | | | | | |  |  | José María Castillejo, VII conde de Floridablanca (n. 1962)        |                                                                  |                                                                  |                                                                  |                                                                  |                                                                  |  |  |  |  |  |  |  |  |  |  |
|                                                   |                                                   |                                                   |                                                   |                                                   |                                                   |  |  | | | | | | |  |  |                                                                    |                                                                  |                                                                  |                                                                  |                                                                  |                                                                  |  |  |  |  |  |  |  |  |  |  |
|                                                   |                                                   |                                                   |                                                   |                                                   |                                                   |  |  | | | | | | |  |  | Juan Castillejo y Chico de Guzmán (n. 2002)                        |                                                                  |                                                                  |                                                                  |                                                                  |                                                                  |  |  |  |  |  |  |  |  |  |  |

## Historia genealógica
El padre del concesionario fue

• José Moñino y Gómez, natural de Guadalupe de Macías Coque en la Huerta murciana y bautizado el 3 de abril de 1702 en la parroquial de Santa María de Guadalupe de dicha pedanía de la ciudad de Murcia. Era hijo de labradores del lugar, y tras enviudar se ordenó sacerdote. Fue notario mayor diocesano en Murcia, y falleció en esta ciudad el 10 de marzo de 1786. Casó en Murcia el 4 de febrero de 1728 con Francisca Redondo (o Arredondo) y Bermejo, nacida en Sigüenza el 5 de enero de 1701 y fallecida en Murcia el 28 de julio de 1746. Este matrimonio tuvo por hijos a
1. José Antonio Nolasco Moñino y Redondo, el I conde de Floridablanca, que sigue;
2. Manuela Moñino y Redondo, que casó con Carlos Salinas;
3. Gregoria Moñino y Redondo, mujer de Antonio Robles;
4. Fulgencio Moñino y Redondo, nacido el 2 de octubre de 1740, que murió el 3 de abril de 1778, siendo maestrescuela de la Catedral de Murcia;
5. Francisco Antonio Moñino y Redondo, nacido el 9 de junio de 1742. Por la prematura muerte del anterior, era el inmediato sucesor de su hermano el conde, con quien estuvo muy vinculado y a quien premurió el 15 de diciembre de 1808. Fue ministro plenipotenciario de S.M.C. ante el gran duque de Toscana y el sultán de Marruecos, y su embajador en la Serenísima República de Venecia. A finales de 1786 fue nombrado embajador en Lisboa, pero no llegó a servir el puesto porque al año siguiente fue promovido a gobernador del Consejo de Indias. Perdió este cargo en 1792, al caer Floridablanca, y como él también sufrió destierro de la corte y confinamiento en el reino de Murcia, donde los Moñino tenían vastas propiedades. Los dos hermanos se retiraron inicialmente a Hellín, a la casa de Francisco, y aquí permaneció éste varios años antes de volver a Madrid, mientras que el mayor se estableció en Murcia, su ciudad natal, donde edificó el palacio de su título. Casó en la iglesia madrileña de San Sebastián el 23 de diciembre de 1786 con María Ana de Pontejos y Sandoval, IV marquesa de Casa Pontejos (desde 1807) y VIII condesa de la Ventosa (desde 1801), bautizada en dicha parroquia el 11 de septiembre de 1762. Esta señora casó dos veces más[4] y falleció en Madrid el 18 de julio de 1834. Era hija de Antonio Bruno de Pontejos y Sesma, III marqués de Casa Pontejos, y de María Vicenta de Sandoval y Blasco de Orozco, VII condesa de la Ventosa, naturales de Madrid. Fueron padres de
  1. José Moñino y Pontejos, primogénito, que murió adolescente. Llevó el nombre de su ilustre tío y padrino de pila,  quien le profesaba gran cariño y aludía a él como el Soldado en su correspondencia. El conde de Floridablanca cifraba en este sobrino la continuación de su linaje, pero no quiso que heredase su título, pues ya estaba llamado a poseer los de su madre. Por tanto, en virtud de la facultad para designar sucesor que tenía como concesionario, en su testamento de 1805 llamaba a suceder en el condado de Floridablanca —después de su hermano Francisco— a su sobrina Vicenta, y en previsión de que faltase la descendencia de José, dispuso que este título sería incompatible con el mayorazgo de Pontejos.[5] Previsión que se cumplió por la prematura muerte del mozo.
  2. María Vicenta Moñino y Pontejos, que seguirá como II condesa,
  3. y María Ana Moñino y Pontejos, que casó con Francisco de Castillejo y Ahumada, hijo de José de Castillejo y Varona de Alarcón y de Josefa Teresa de Ahumada y Urbina. Fueron padres de
    1. María de la Soledad de Castillejo y Moñino, nacida en 1825. Casó con Juan Manuel Herreros de Tejada y Negro Valdivieso, caballero de la Orden de Malta, que nació en Granada el 17 de diciembre de 1821 y casó en segundas con María del Carmen Méndez López. Con prole.
    2. Y José María de Castillejo y Moñino, que seguirá como III conde de Floridablanca.
6. Andrés Moñino y Redondo, nacido el 18 de noviembre de 1744 y murió siendo párvulo el 6 de enero de 1748.

El condado fue creado en 1773 en favor de

• José Moñino y Redondo, I conde de Floridablanca. Nacido en Murcia el 21 de octubre de 1728, falleció el 30 de diciembre de 1808.

Fundó mayorazgo.

En 1809 sucedió su sobrina (hija de su hermano Francisco)

• María Vicenta Moñino y Pontejos (1795-1867), II condesa de Floridablanca, concesionaria de la grandeza, V marquesa de Casa Pontejos y IX condesa de la Ventosa, dama de la reina Isabel II y de la Orden de María Luisa, presidenta de la Junta de Damas de Honor y Mérito de la Sociedad Económica Matritense, que nació en Hellín el 24 de abril de 1795 y falleció en Madrid el 14 de febrero de 1867, a los 72 de edad, en el palacio de Miraflores. Esta señora ostentó el condado de Floridablanca durante más de treinta años, pero a raíz de la muerte de su madre, anduvo en pleitos con su hermana Mariana sobre la incompatibilidad de la casa de Floridablanca con las de Pontejos y la Ventosa. Parece ser que Vicenta pretendía que esta incompatibilidad, establecida por el I conde de Floridablanca, no afectaba al condado y señorío de la Ventosa y vínculos de los Sandoval, que incluían mucha hacienda en la comarca de Huete. La elección de los apellidos Moñino y Sandoval que usaba Vicenta en su juventud trasluce con claridad su pretensión respecto a estas casas. Sólo cuando quedó judicialmente establecido que la casa de la Ventosa también era incompatible con la de Floridablanca, decidió renunciar a esta última, que era la de menor importancia patrimonial, y quedarse con lo de su madre. Y así lo hizo hacia 1845 en favor de su sobrino José María de Castillejo y Moñino.

Casó el 21 de agosto de 1814 en su parroquia natal, que también lo era del novio, con Manuel María de Pando y Fernández de Pinedo, II marqués de Miraflores, grande de España, IV conde de Villapaterna, ministro de Estado, presidente del Consejo de Ministros y del Senado, embajador de S.M.C. en París y Londres y ante la Santa Sede, jefe superior de Palacio, caballero del Toisón de Oro, y grandes cruces de la Orden de Carlos III, de la Legión de Honor francesa y de la Orden de Cristo portuguesa, académico de número de la Real de la Historia, que nació el 22 de diciembre de 1792 y falleció viudo en Madrid el 20 de febrero de 1872, a los 79 de su edad. Hijo de Carlos Francisco de Paula de Pando y Álava Dávila, I marqués de Miraflores, III conde de Villapaterna, señor de Villagarcía, del Pinar de Miraflores y del mayorazgo de Sancho Dávila, regidor perpetuo de Ávila y alcalde constitucional de Madrid, caballero de Carlos III y maestrante de Granada, mayordomo de semana de S.M., y de María de la Soledad Fernández de Pinedo y González de Quijano, de los marqueses de Perales del Río.

Con descendencia en que siguen los marquesados de Miraflores y Casa Pontejos.

Por cesión y real carta del 31 de julio de 1851, sucedió su sobrino (hijo de su hermana María Ana)

• José María de Castillejo y Moñino, III conde Floridablanca, gentilhombre de Cámara de S.M. con ejercicio y servidumbre, maestrante de Granada, que nació en esta ciudad el 25 de febrero de 1826 y falleció en 1892.

Casó en 1830 con María de los Dolores Sánchez de Teruel y Ansoti, de igual naturaleza, VIII condesa de Villa Amena de Cozbíjar, hija de Juan Bautista Sánchez de Teruel y Quevedo, VII conde, y de María Josefa Ansoti y Coronado. Fueron padres de
1. María de los Ángeles de Castillejo y Sánchez de Teruel, nacida en Granada el 23 de junio de 1854. Casó con Antonio Rubio y Velázquez de Angulo, marqués de Valdeflores, señor de la Torre del Ochavo, nacido en Madrid el 17 de diciembre de 1847, hijo de Antonio Rubio y Benítez de Tena y de María de la Concepción Velázquez de Angulo y Witemberg, V marquesa de Valdeflores. Con sucesión.
2. Juan Bautista de Castillejo y Sánchez de Teruel, que sigue,
3. María de las Mercedes de Castillejo y Sánchez de Teruel, VIII marquesa de Montefuerte y VII condesa del Paraíso, nacida en Granada el 24 de septiembre de 1864 y finada en Madrid el 2 de noviembre de 1951. Casó con José María Márquez y Márquez, diputado a Cortes y senador, caballero de Santiago, nacido en Almuñécar el 2 de agosto de 1852 y fallecido el 10 de octubre de 1927, hijo de Rafael Márquez y Osorio Calvache y de María de la Encarnación Márquez y González de Mendoza Merchante. Con descendencia.

En 1898, sucedió su hijo

• Juan Bautista de Castillejo y Sánchez de Teruel (1860-1919), IV conde de Floridablanca, maestrante de Granada, que nació el 31 de diciembre de 1860 en Madrid, donde falleció el 29 de enero de 1919.

Casó en julio de 1893 con María de la Concepción Wall y Diago, IX marquesa de la Cañada y VII condesa de Armíldez de Toledo, que también poseyó —temporalmente y en litigio— el marquesado de Guadalcázar, con grandeza. Nacida en 1865 y finada el 29 de febrero de 1952, era hija de Isidro Wall y Alfonso de Sousa de Portugal, XV conde de los Arenales y VI de Armíldez de Toledo, y de María Luisa Diago y Tirry, marquesa de la Cañada y de San Martín de la Ascensión (pontificio). Padres de:
1. María Luisa Castillejo y Wall (n. 1894), XI condesa de la Fuente del Saúco. Renunció a este título para entrar religiosa en el convento de Ávila de las Hermanas de María Reparadora.
2. José María Castillejo y Wall, que sigue.
3. Isidro Castillejo y Wall (1897-1970), VIII duque de Montealegre,[15] XIV conde de los Arenales y X de Villa Amena de Cozbíjar, gentilhombre de Cámara del rey Alfonso XIII con ejercicio y servidumbre, capitán de complemento de Caballería, caballero de las Órdenes de Santiago y Malta, maestrante de Granada y de los Reales Cuerpos de la Nobleza de Madrid y de Cataluña, cruz de Guerra roja, medallas de la Campaña y Militar colectiva. Casó con María Luisa de Carvajal y Santos-Suárez, II condesa de Cabrillas. Con posteridad.
4. María de los Dolores Castillejo y Wall (1898-1983), casada con Francisco de Borja de Martorell y Téllez-Girón, XVII duque de Escalona y VII de Almenara Alta, XXII conde de Alba de Liste, XV marqués de la Lapilla, XVIII de Villena, VII de Abranca, de Monesterio, X de Paredes y XI de Villel, cuatro veces grande de España, caballero de Santiago, maestrante de Valencia, gentilhombre de Cámara del rey Alfonso XIII con ejercicio y servidumbre. Con prole.
5. María de la Concepción Castillejo y Wall (1899-c.1950), V condesa de Torreblanca. Casó con José María Pérez de Guzmán y Sanjuán, V conde de Hoochstrate, maestrante de Sevilla, hijo de Juan Francisco Pérez de Guzmán y Boza, II duque de T'Serclaes, teniente hermano mayor de dicha Real Maestranza y clavero de la Orden de Alcántara, y de María de los Dolores Sanjuán y Garvey, su segunda mujer, de los marqueses de San Juan. Con posteridad.
6. María de la Consolación Castillejo y Wall (Consuelo, 1901-1996), XII condesa de la Fuente del Saúco, que casó dos veces: primera el 2 de julio de 1928 con Gerardo Osorio de Moscoso y Reynoso, XVIII conde de Altamira, IX marqués del Pico de Velasco de Angustina, grande de España, que murió asesinado en Paracuellos de Jarama el 28 de noviembre de 1936. Y segunda vez casó en 1942 con Julián de Olivares y Bruguera, III marqués de Murrieta, coronel de Caballería. Sin descendientes.
7. Y María de las Mercedes Castillejo y Wall (n. 1904), casada con Carlos de Figueroa y Alonso-Martínez, XI marqués de San Damián, hijo de Álvaro de Figueroa y Torres, conde de Romanones, grande de España, muchas veces ministro del rey Alfonso XIII, presidente del Congreso, del Senado y del Consejo de Ministros, gran cruz de Carlos III, académico de las Reales de la Historia y de Ciencias Morales y director de la de San Fernando, y de Casilda Alonso-Martínez y Martín, su mujer. Con sucesión.

Por real carta del 12 de abril de 1919, sucedió su hijo

• José María Castillejo y Wall (c.1896-1962), V conde de Floridablanca, III duque de San Miguel (por rehabilitación en 1948), X Marqués de Hinojares, dos veces grande de España, ingeniero de caminos, canales y puertos, caballero de las Órdenes de Santiago y Malta, maestrante de Granada. Falleció el 20 de enero de 1962.

Casó con María del Pilar Ussía y Díez de Ulzurrun (n. 1905), III marquesa de Aldama, concesionaria de la grandeza de España otorgada en 1922 a este título, y II marquesa de Colomo, hija de Francisco de Ussía y Cubas, II marqués de Aldama, y de María de los Dolores Díez de Ulzurrun y Alonso. Tuvieron tres hijos:
1. José Francisco Castillejo y Ussía (1913-1917),
2. Juan Bautista Castillejo y Ussía, que sigue,
3. y Alfonso Castillejo y Ussía (†1977), IV marqués de Aldama, que contrajo matrimonio con Casilda Fernández de Córdoba y Rey, XIX duquesa de Cardona, grande de España, la cual volvió a casar con Antonio Guerrero Burgos, de quien tuvo prole en que sigue el ducado. Hija menor de Luis Fernández de Córdoba y Salabert, XVII duque de Medinaceli, etc., numerosas veces grande de España, caballero de las Órdenes del Toisón de Oro, Santiago y Malta y gran cruz de Carlos III, etc., y de María de la Concepción Rey y de Pablo Blanco, su tercera mujer. Sin descendencia.

Por orden publicada en el BOE del 21 de marzo de 1963 y carta del generalísimo Franco del 24 de mayo siguiente, sucedió su hijo

• Juan Bautista Castillejo y Ussía, VI conde de Floridablanca, IV duque de San Miguel (desde 1956), dos veces grande de España, XI marqués de Mejorada del Campo, XI de la Cañada, XI de Hinojares y III de Colomo. Nació en Madrid el 2 de noviembre de 1926 y murió en la misma villa el 17 de diciembre de 1973. Hizo distribución notarial de sus seis títulos entre sus hijos, reservando para el primogénito varón el condado de Floridablanca.

Casó con María de Oriol e Ybarra, nacida en Sevilla el 13 de febrero de 1937 y finada el 3 de septiembre de 1970 en Santiago de la Ribera (Murcia), hija de José María de Oriol y Urquijo, marqués de Casa Oriol, procurador en Cortes, alcalde de Bilbao, presidente de Hidrola y de Talgo, vicepresidente de Fenosa, consejero del Banesto, etc., gran cruz al Mérito Civil y académico de Ciencias Morales, y de María de Gracia de Ybarra y Lasso de la Vega, su mujer, de los condes de Ybarra. Fueron padres de:  
1. María Castillejo y Oriol, XII marquesa de la Cañada, nacida el 7 de febrero de 1957. Casó con Antonio de León y Borrero, hijo de Eduardo de León y Manjón, VIII conde de Lebrija, y de Lucía Borrero y Hortal. Con descendencia.
2. Catalina Castillejo y Oriol, marquesa de Mejorada del Campo, nacida el 24 de abril de 1958. Casó con Luis Ignacio Recasens y Sánchez-Mejías, licenciado en Medicina, natural de Sevilla. Este médico obstetra y ginecólogo atendió en 2005 el nacimiento de la princesa Leonor, hija mayor de los actuales reyes de España. Pertenece a la cuarta generación de una dinastía de ginecólogos iniciada por el barcelonés Sebastián Recasens y Girol, su bisabuelo, catedrático y decano de la Facultad de Madrid, académico de la Real de Medicina, gran cruz de Isabel la Católica,[18] que atendió en sus embarazos y partos a la reina Victoria Eugenia.[19] Tienen dos hijos.
3. María de los Dolores Castillejo y Oriol, XII marquesa de Hinojares, que nació en Madrid el 20 de mayo de 1959. Casó en Gerena (Sevilla) el 15 de mayo de 1997 con Miguel Ángel Velarde y Enjuto, nacido en Madrid el 15 de febrero de 1957, hijo de Miguel Ángel Velarde y Ruiz de Cenzano, embajador de España, y de María de las Nieves Enjuto y García-Ramos. Con prole.
4. Casilda Castillejo y Oriol, IV marquesa de Colomo, que nació el 31 de marzo de 1961. Casó con José Eduardo Serra y Arias, nacido en Sevilla el 14 de enero de 1955, hijo de Carlos Serra Vázquez y de María del Rosario Arias de Solís. Con posteridad.
5. José María Castillejo y Oriol, que sigue.
6. Juan Bautista Castillejo y Oriol, V duque de San Miguel, grande de España, nacido en Madrid el 29 de mayo de 1964. Casó el 17 de junio de 1989 con Valeria Barreiros y Cotoner, nacida el 5 de febrero de 1966, hija del empresario orensano Valeriano Barreiros Rodríguez y de Marta de Cotoner y Martos, condesa de Coruña, de los marqueses de Mondéjar. Con hijos.
7. Y María de las Mercedes Castillejo y Oriol, que casó en octubre de 1989, en la ermita de la Virgen de la Encarnación en la finca El Esparragal de Gerena, con César Alba Beteré, hijo de Francisco Alba Ayala y de María de los Dolores Beteré Cabeza.

### Actual titular
Por distribución y posterior fallecimiento del anterior, orden publicada en el BOE del 4 de enero de 1975 y carta del generalísimo Franco del 4 de junio del mismo año, sucedió su hijo

• José María Castillejo y Oriol, VII y actual conde de Floridablanca, V marqués de Aldama, dos veces grande de España, conde de Armíldez de Toledo y de la Fuente del Saúco, caballero de la Orden de Malta, nacido en Madrid el 28 de marzo de 1962.

Casó con Ana María Chico de Guzmán y March, nacida en Madrid el 9 de enero de 1975, hija de Francisco Javier Chico de Guzmán y Girón, VI duque de Ahumada y IX marqués de las Amarillas, grande de España, natural de Madrid, y de Leonor March Cencillo, V condesa de Pernía, que lo es de Palma de Mallorca, donde casaron el 11 de mayo de 1970; nieta de Diego Chico de Guzmán y Mencos, V conde de la Real Piedad, y de Ana María Girón y Canthal, duquesa de Ahumada; nieta materna del palmesano Bartolomé March Servera (1917-1998), notable mecenas, bibliófilo y coleccionista de arte, y de María de los Desamparados Cencillo y González-Campo (Maritín), IV condesa de Pernía, y biznieta de Juan March Ordinas, fundador de la Banca March y de la influyente dinastía de este apellido.

De este matrimonio, el conde de Floridablanca tiene seis hijos:
1. Juan Castillejo y Chico de Guzmán, nacido en Madrid el 26 de marzo de 2002,
2. Fabiola Castillejo y Chico de Guzmán,
3. Maravillas Castillejo y Chico de Guzmán,
4. y Alejandra Castillejo y Chico de Guzmán, que nacieron trillizas en Madrid el 22 de abril de 2004,
5. Dimas Castillejo y Chico de Guzmán, nacido el 12 de diciembre de 2005,
6. y Catalina Castillejo y Chico de Guzmán, nacida el 23 de noviembre de 2006.